# Cultura de Golasecca
La cultura de Golasecca (siglos IX-IV a. C.) fue una cultura de finales de la Edad del Bronce/principios de la Edad del Hierro del norte de Italia, cuyo yacimiento tipo se excavó en Golasecca, en la provincia de Varese, Lombardía, donde, en la zona de Monsorino, a principios del siglo XIX, el abad Giovanni Battista Giani realizó los primeros hallazgos de unas cincuenta tumbas con cerámica y objetos metálicos.
Los testimonios materiales de esta cultura se encuentran dispersos en una amplia zona de 20.000 km² al sur de los Alpes, entre los ríos Po, Serio y Sesia, y delimitada al norte por los puertos alpinos.

## Fuentes arqueológicas

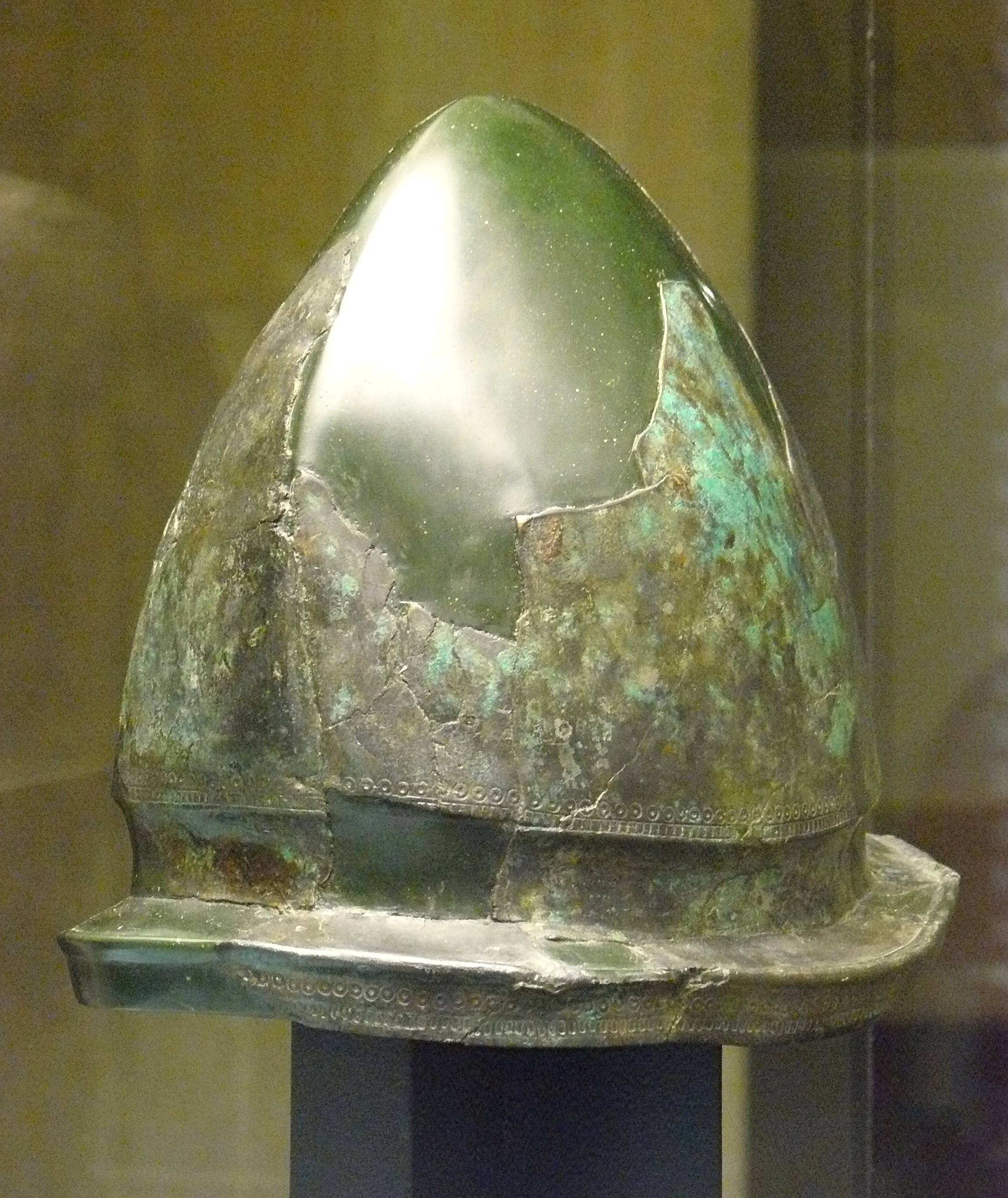
Casco tipo Negau del periodo Golasecca III (480/450 a.C.).

Incineración e inhumación en la Italia de la Edad del Hierro

## Periodización

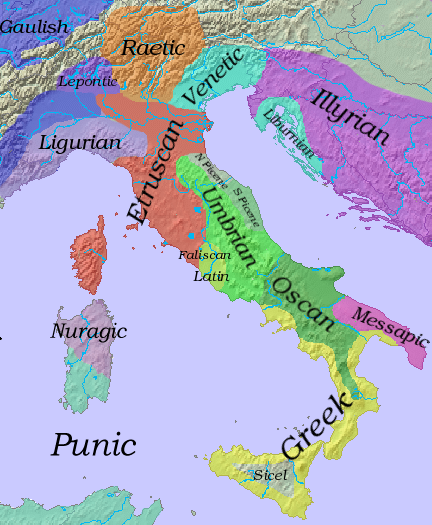
Distribución aproximada de las lenguas en la Italia de la Edad del Hierro durante el

## Historia

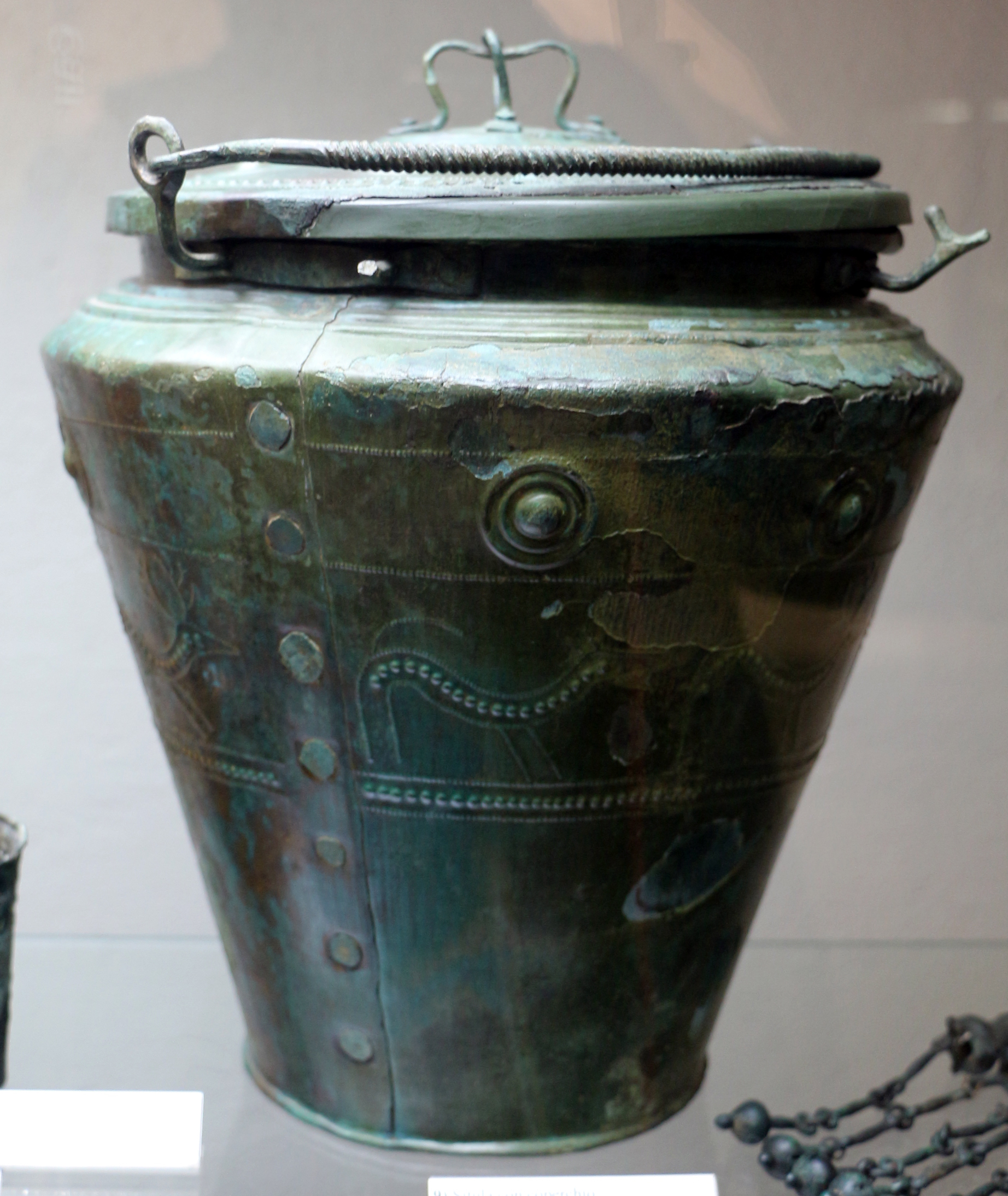
Bronce sítula, 500 a. C.

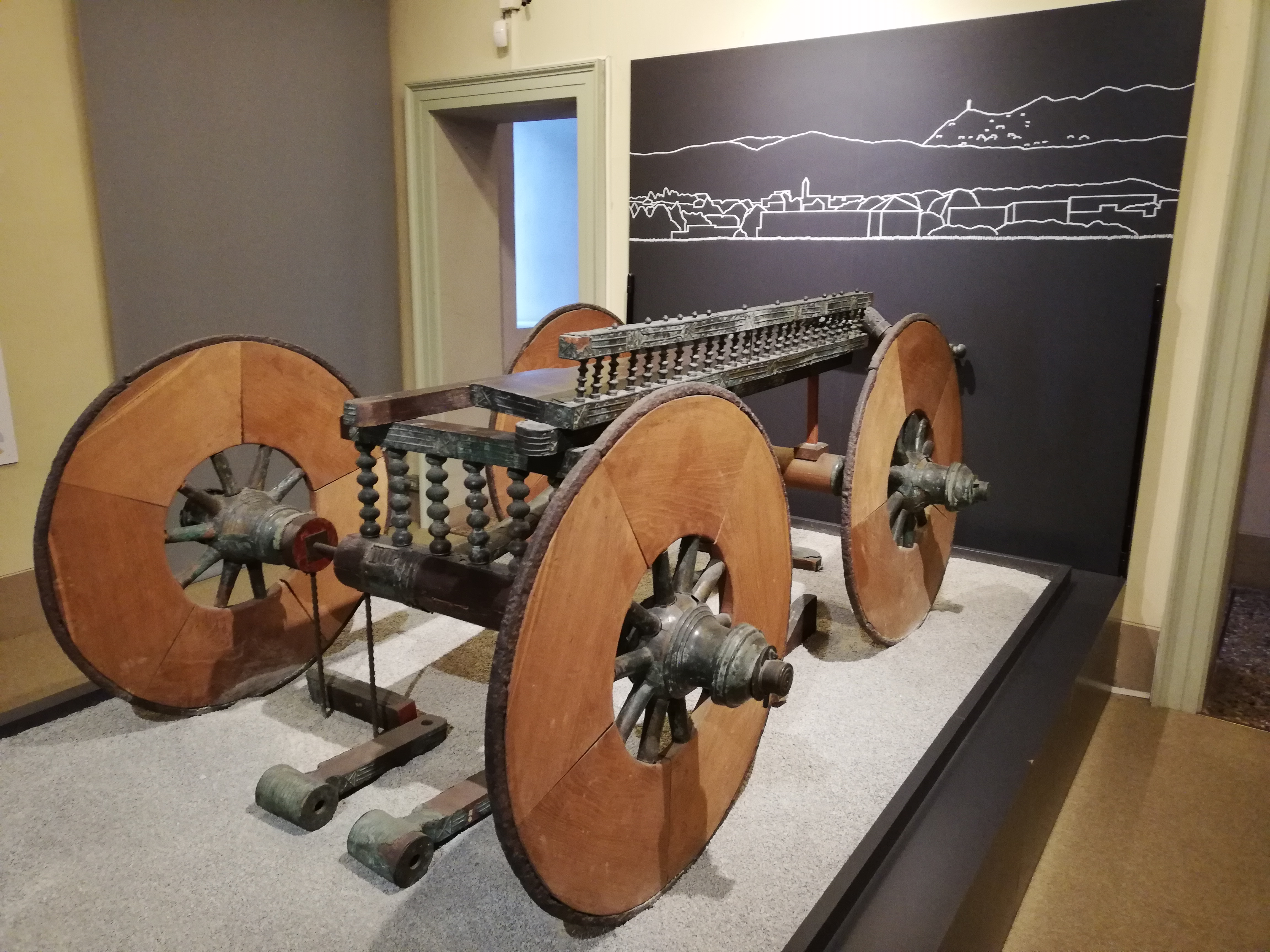
Carro funerario, 500-450 a. C.

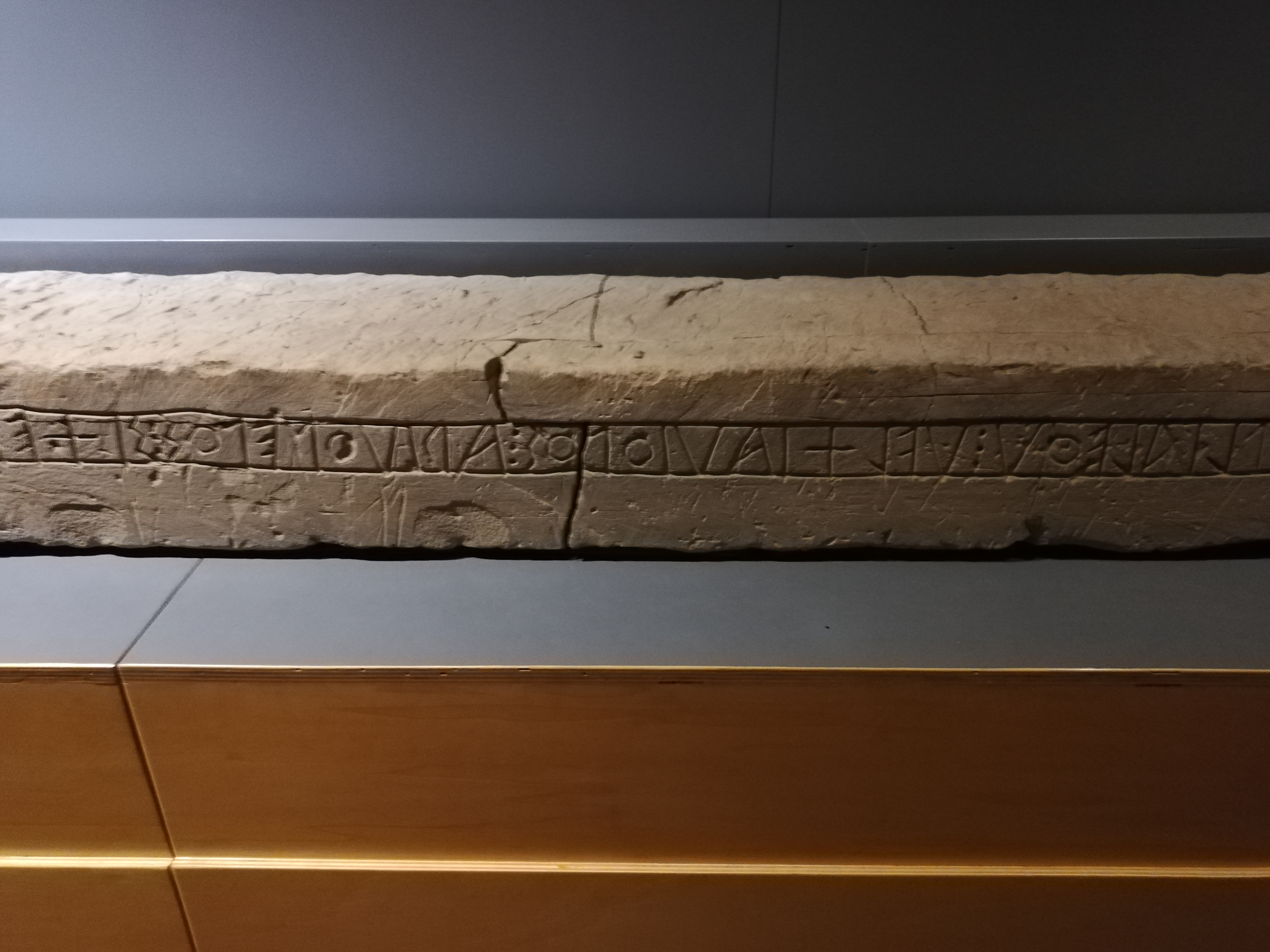
Incripción lepóntica, siglos – a. C.

## Entierros

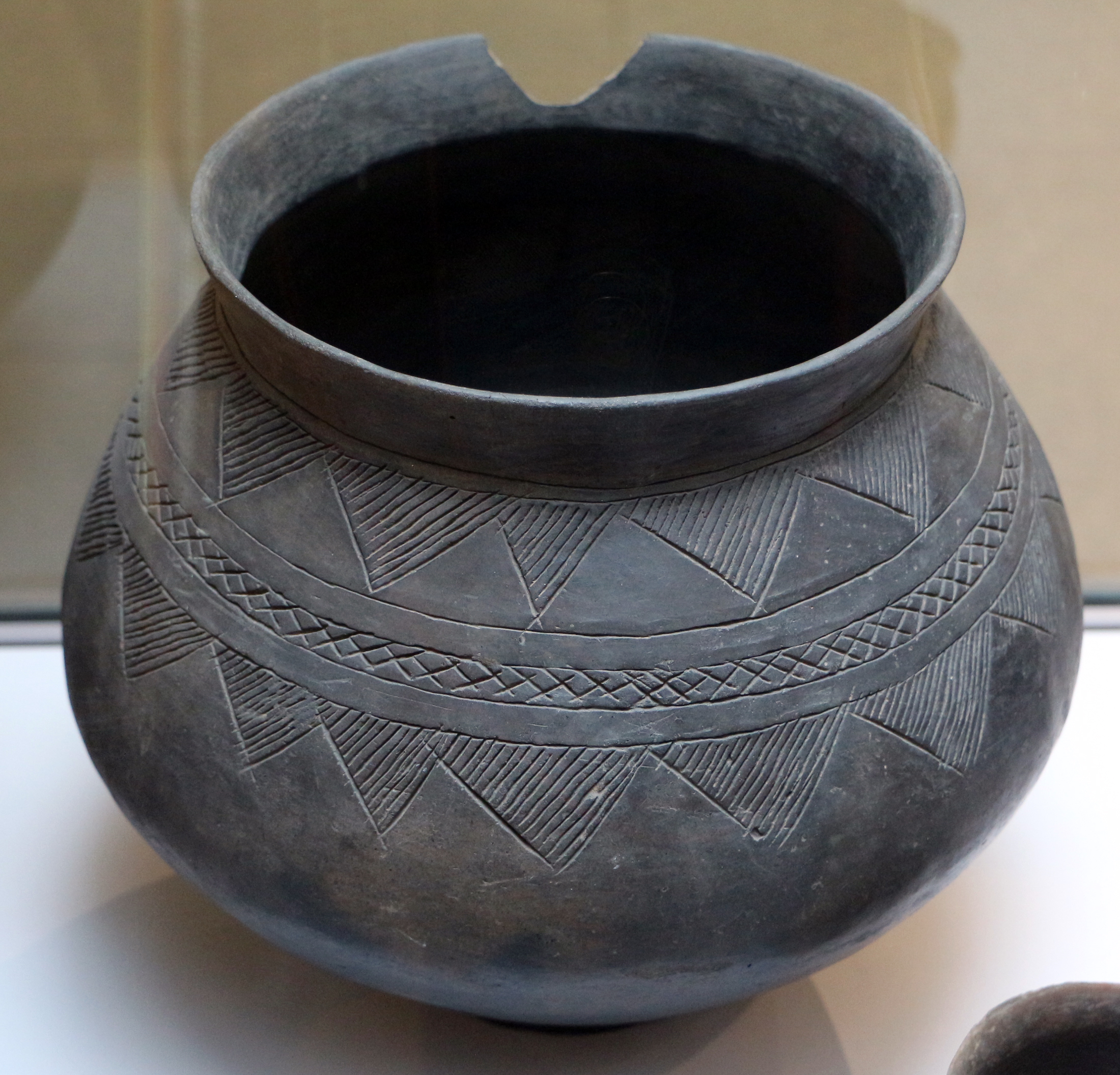
Urna cineraria.